# لينا مولر
لينا مولر (بالألمانية: Lena Müller )‏ (و. 1987  م) هي مجدفة ألمانية، ولدت في دويسبورغ، شاركت في التجديف في الألعاب الأولمبية الصيفية 2012 – وزن خفيف سيدات تجديف مزدوج ‏.

## روابط خارجية
- لينا مولر على موقع الاتحاد الدولي للتجديف (الإنجليزية)
- لينا مولر على موقع أوليمبيديا (الإنجليزية)
- لينا مولر على موقع اللجنة الأولمبية الألمانية (الألمانية)